# Choi Gyu-jin
Choi Gyu-jin (* 28. Juni 1985) ist ein südkoreanischer Ringer. Er wurde 2010 Vize-Weltmeister und Asienmeister und war Teilnehmer bei den Olympischen Spielen 2012 in London im griechisch-römischen Stil.

## Werdegang
Choi Gyu-jin begann als Jugendlicher 1998 mit dem Ringen, kam aber erst während seiner Militärzeit mit dem Spitzensport in Berührung. Aus diesem Grund gibt es von ihm keine herausragenden Ergebnisse aus seiner Juniorenzeit. Er gehört jetzt dem Ringerclub Cho pe Seoul Tajean an und wird von Jin Hyung-gyun trainiert. Er startet nur im griechisch-römischen Stil an und ringt bei einer Größe von 1,68 Metern in der leichtesten Gewichtsklasse bei den Herren dem Bantamgewicht, die bis 55 kg  Körpergewicht geht.
Sein erster internationaler Wettstreit, den er bestritt, war die Militär-Weltmeisterschaft 2008 in Split. Er belegte dabei gleich den hervorragenden 2. Platz hinter dem Iraner Mohsen Hajipour. 2009 wurde er bei den Asien-Meisterschaft in Pattaya eingesetzt, kam aber dort nur auf den 10. Platz. Etwas besser schnitt er bei der Weltmeisterschaft 2009 im dänischen Herning ab. Er kam dort zu Siegen über Arsen Eraliejew, Kirgisistan, Jorge Cardoso, Venezuela und Jani Haapamäki, Finnland. Dann verlor er aber gegen Roman Amojan, Armenien und in der Trostrunde auch gegen Rövşən Bayramov aus Aserbaidschan und belegte den 7. Platz.
2010 wurde er in New Delhi Asienmeister im Bantamgewicht vor Rajender Kumar aus Indien, Kanybek Dscholtschubekow, Kirgisistan und Marat Garipow, Kasachstan. Den größten Erfolg in seiner Laufbahn errang er dann im September 2010, als er bei der Weltmeisterschaft in Moskau mit Siegen über Elgin Elwais, Palau, Elçin Əliyev, Aserbaidschan, Peter Modos, Ungarn und den Olympiasieger von 2008 Nasir Mankijew, Russland bis in das Finale vordrang, in dem er allerdings gegen den überragenden Hamid Soryan Reihanpour aus dem Iran unterlag.
Im Jahre 2011 schnitt er bei der Weltmeisterschaft in Istanbul nicht so erfolgreich ab. Er gewann dort über Ildar Hafisow, Usbekistan, Idelfonso Arangure aus Mexiko und Roman Amojan, unterlag aber dann gegen Bekchan Mankijew aus Russland. Da dieser das Finale nicht erreichte, schied er aus und kam auf den 7. Platz. Dieser Platz reichte nicht für die Qualifikation zu den Olympischen Spielen 2012 in London. Er bestritt deshalb im April das Qualifikations-Turnier in Taiyuan/Volksrepublik China, das er vor Ayhan Karakus, Türkei und Elmurat Tasmuradow, Usbekistan, gewann. Bei den Olympischen Spielen selbst siegte er über Yun Won-Chol aus Nordkorea und Gustavo Balart-Marin aus Kuba, dann verlor er gegen Rövşən Bayramov aus Aserbaidschan und in der Trostrunde auch gegen Mingijan Semjonow aus Russland und verfehlte deswegen mit einem 5. Platz knapp die Medaillenränge.

## Internationale Erfolge
| Jahr | Platz | Wettbewerb                                | Gewichtsklasse | Ergebnisse |
| 2008 | 2.    | Militär-WM in Split                       | Bantam         | hinter Mohsen Hajipour, Iran, vor Jermaine Hodge, USA und Wugar Ragimow, Ukraine |
| 2009 | 10.   | Asienmeisterschaft in Pattaya             | Bantam         | Sieger: Kohei Hasegawa, Japan vor Joginder Singh, Indien |
| 2009 | 7.    | WM in Herning/Dänemark                    | Bantam         | nach Siegen über Arsen Eralijew, Kirgisistan, Jorge Cardoso, Venezuela und Jani Haapamäki, Finnland und Niederlagen gegen Roman Amojan, Armenien und Rövşən Bayramov, Aserbaidschan |
| 2010 | 2.    | Dave-Schultz-Memorial in Colorado Springs | Bantam         | hinter Ildar Hafisow, Usbekistan, vor Kohei Hasegawa und Alexandar Kostadinow, Bulgarien                                                                                            |
| 2010 | 1.    | Asienmeisterschaft in New Delhi           | Bantam         | vor Rajender Kumar, Indien, Kanybek Dscholtschubekow, Kirgisistan und Marat Geripow, Kasachstan                                                                                     |
| 2010 | 2.    | WM in Moskau                              | Bantam         | nach Siegen über Elgin Elwais, Palau, Elçin Əliyev, Aserbaidschan, Peter Modos, Ungarn und Nasir Mankijew, Russland und einer Niederlage gegen Hamid Soryan Reihanpour, Iran        |
| 2010 | 10.   | Asien-Spiele in Guangzhou                 | Bantam         | Sieger: Kohei Hasegawa vor Kanybek Dscholtschubekow |
| 2011 | 3.    | Welt-Cup in Minsk                         | Bantam         | hinter Asqat Qudaibergenow, Kasachstan und Waleri Borgojakow, Russland |
| 2011 | 1.    | Präsidenten-Cup von Kasachstan in Astana  | Bantam         | vor Asqat Qudaibergenow, Virgil Munteanu, Rumänien und Orhan Achmedow, Aserbaidschan                                                                                                |
| 2011 | 7.    | WM in Istanbul                            | Bantam         | nach Siegen über Ildar Hafisow, Idelfonso Arangure, Mexiko und Roman Amojan und einer Niederlage gegen Bekchan Mankijew                                                             |
| 2011 | 1.    | FILA-Test-Turnier in London               | Bantam         | vor Iwan Blattsew, Russland, Saman Abdulvali, Iran und Li Shujin, China |
| 2012 | 1.    | Olympia-Qualif.-Turnier in Taiyuan/China  | Bantam         | vor Ayhan Karakas, Türkei und Elmurat Tasmuradow, Usbekistan |
| 2012 | 5.    | OS in London                              | Bantam         | nach Siegen über Yun Won-chol, Nordkorea und Gustavo Balart-Marin, Kuba und Niederlagen gegen Rövşən Bayramov und Mingijan Semjonow, Russland                                       |

## Erläuterungen
- alle Wettkämpfe im griechisch-römischen Stil
- OS = Olympische Spiele, WM = Weltmeisterschaft
- Bantamgewicht, Gewichtsklasse bis 55 kg Körpergewicht